# Romet
Romet ist ein polnischer Hersteller von Fahrrädern, Kleinkrafträdern und Motorrädern. Das Unternehmen wurde 1948 nach Ende des Zweiten Weltkrieges als staatlicher Betrieb zur Produktion von Fahrrädern in Bydgoszcz gegründet. Nach der Entstalinisierung wurde es 1953 modernisiert, 1961 die Produktion von motorisierten Zweirädern ausgedehnt und 1971 die Produktionsstätte erweitert.
Nach dem Systemwechsel 1989 folgte im Zuge der landesweiten Privatisierung staatlicher Betriebe 1991 die Umfirmierung in eine privatrechtliche Aktiengesellschaft. Die Suche nach einem passenden Privatinvestor blieb jedoch erfolglos, weshalb das Unternehmen 1998 seine Produktion einstellen musste. 2006 kaufte schließlich der erst 1991 gegründete polnische Fahrradproduzent Arkus aus Dębica die Marke auf. Als Gesellschaft mit beschränkter Haftung konnte das Unternehmen die Produktion erneut aufnehmen. Das Unternehmen nannte 2022 Produktionsstandorte in Podgrodzie (Nähe von Dębica) und in Jastrow (Nordpolen). Etwa seit 2008 bietet Romet auch Motorroller an. Zum Angebot gehören inzwischen auch E-Bikes. So war Romet 2024 einer der größten polnischen Fahrradhersteller: Romet stellte 2024 täglich 2400 Fahrräder her.
Nach dem Romet 4E bot Romet ab März 2015 mit dem 6E wieder ein elektrisches Leichtfahrzeug an. Darüber hinaus war 2014 auch der 2,72 m lange und äußerlich dem Smart Fortwo ähnliche 7E vorgestellt worden. Er hatte sechs 12-V-Batterien mit einer Kapazität von 150 Ah.

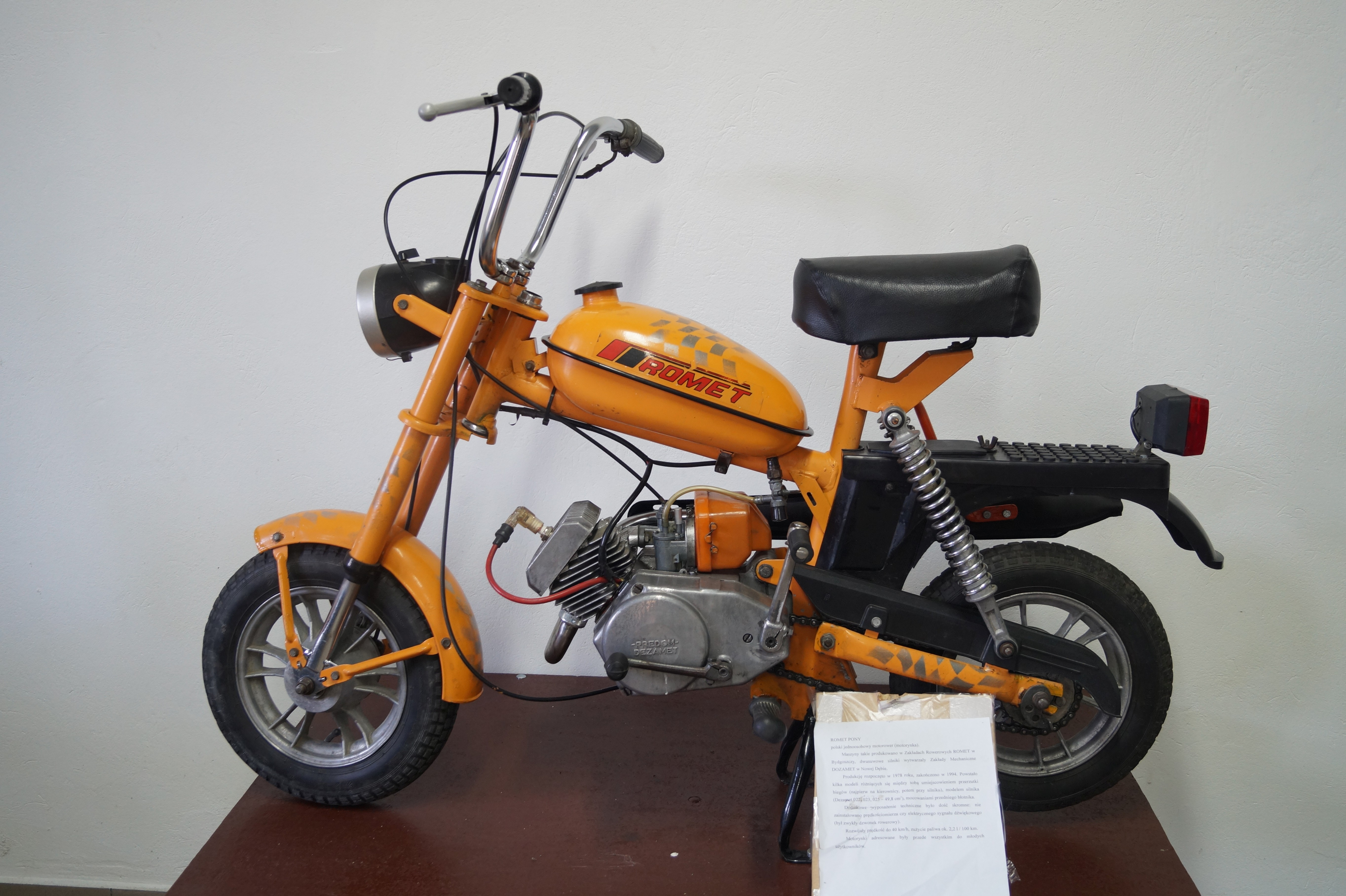
Romet Pony, 1978–1994
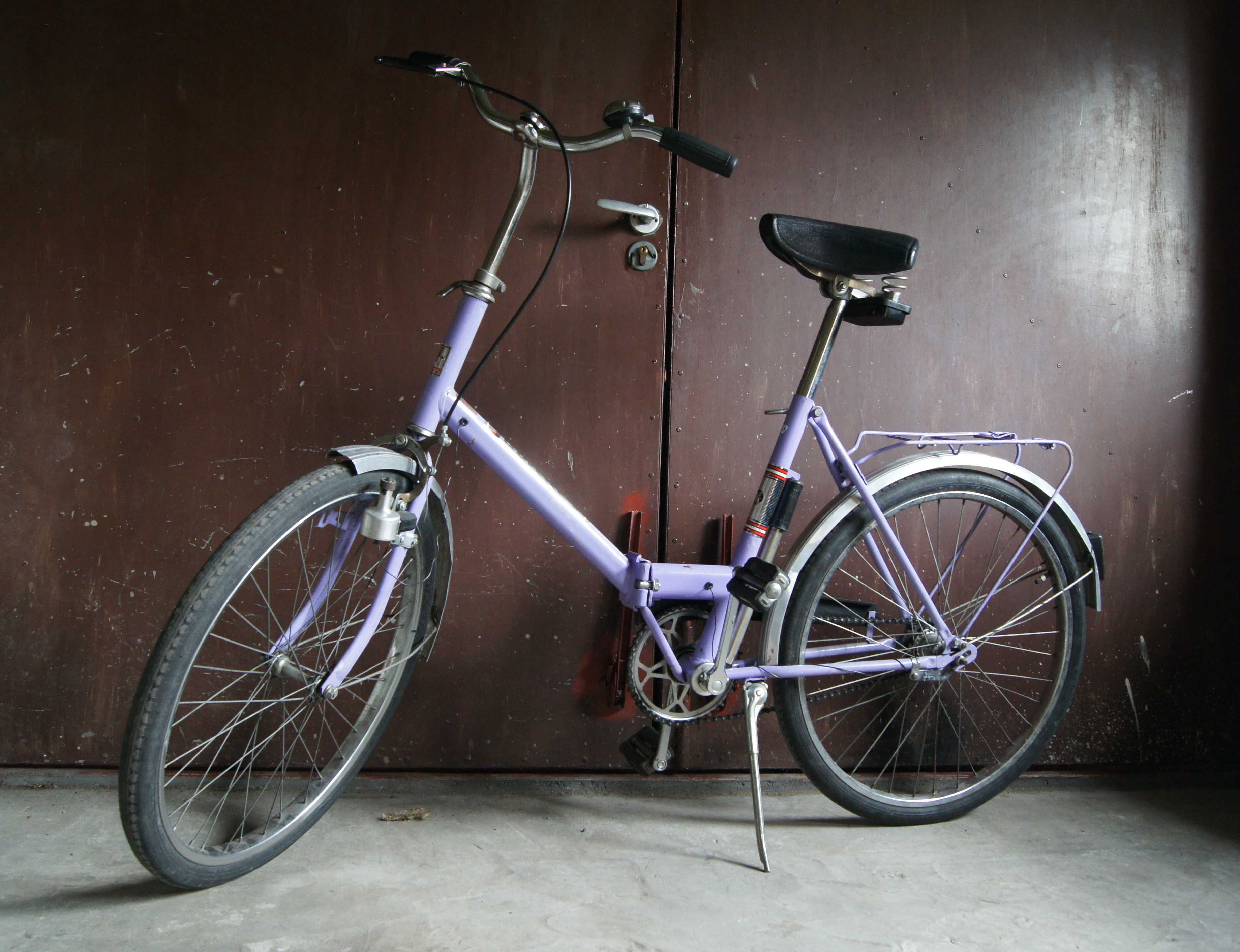
Romet Jubilat, 1989
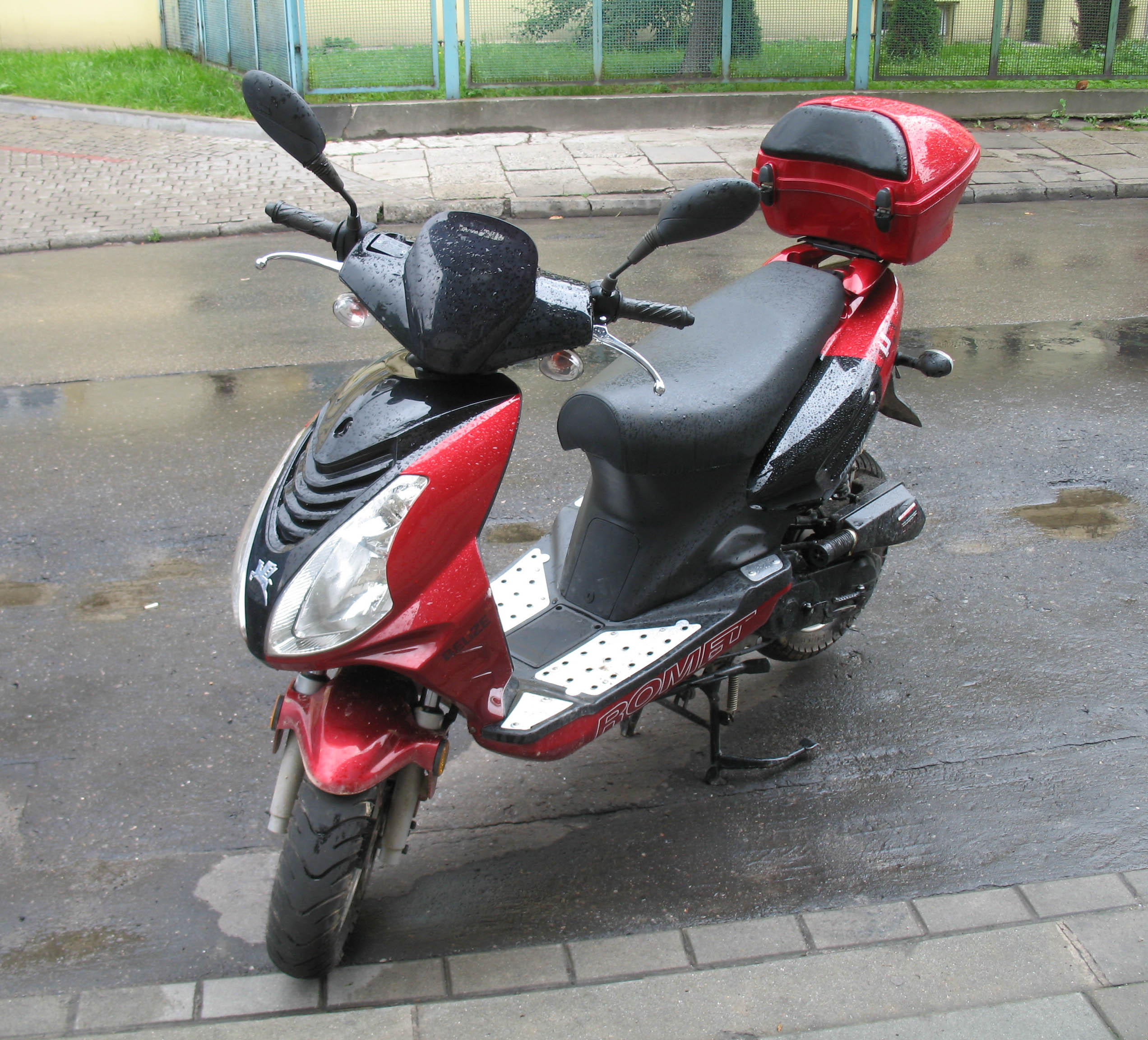
Romet 747, seit 2008
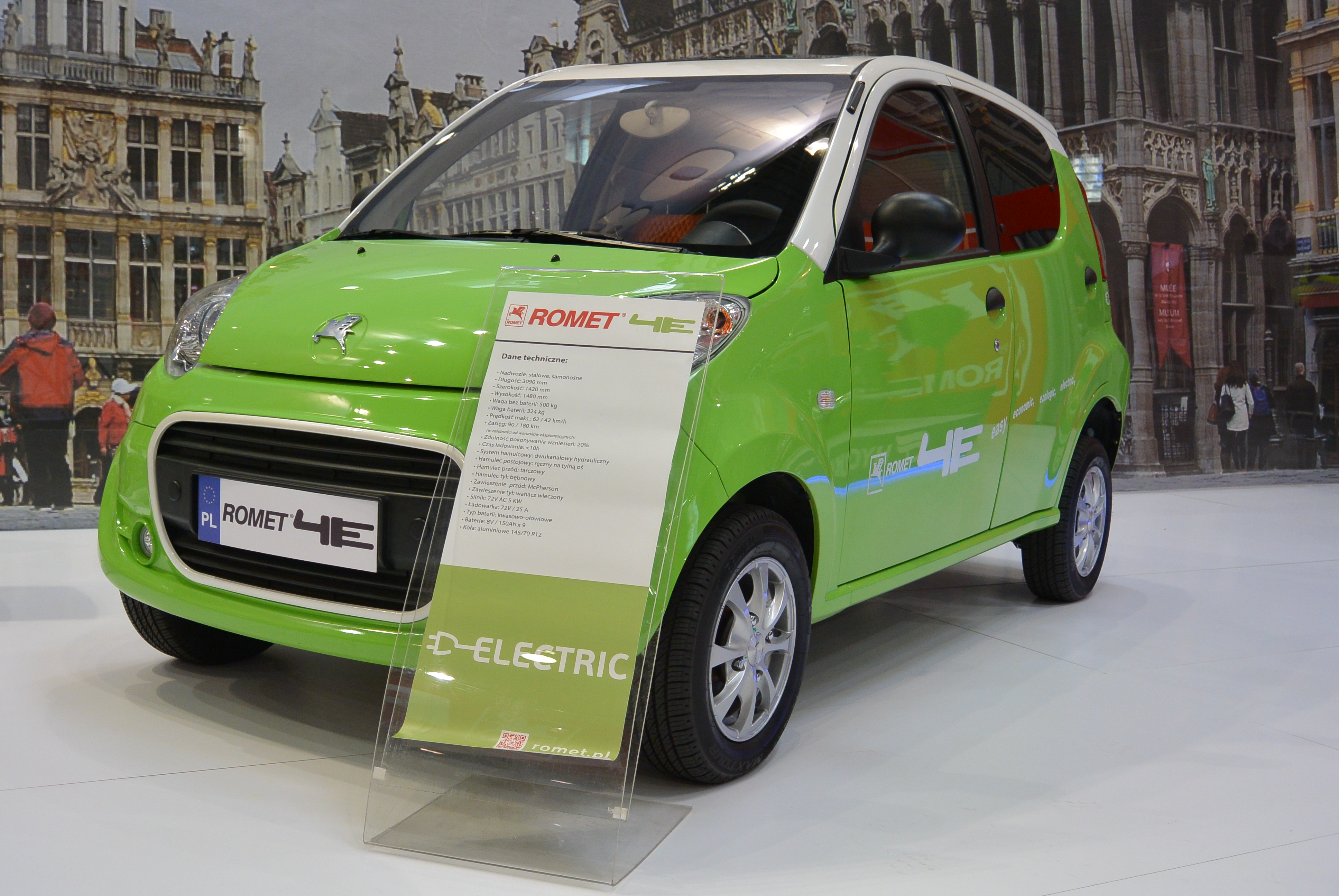
Romet 4E, 2014
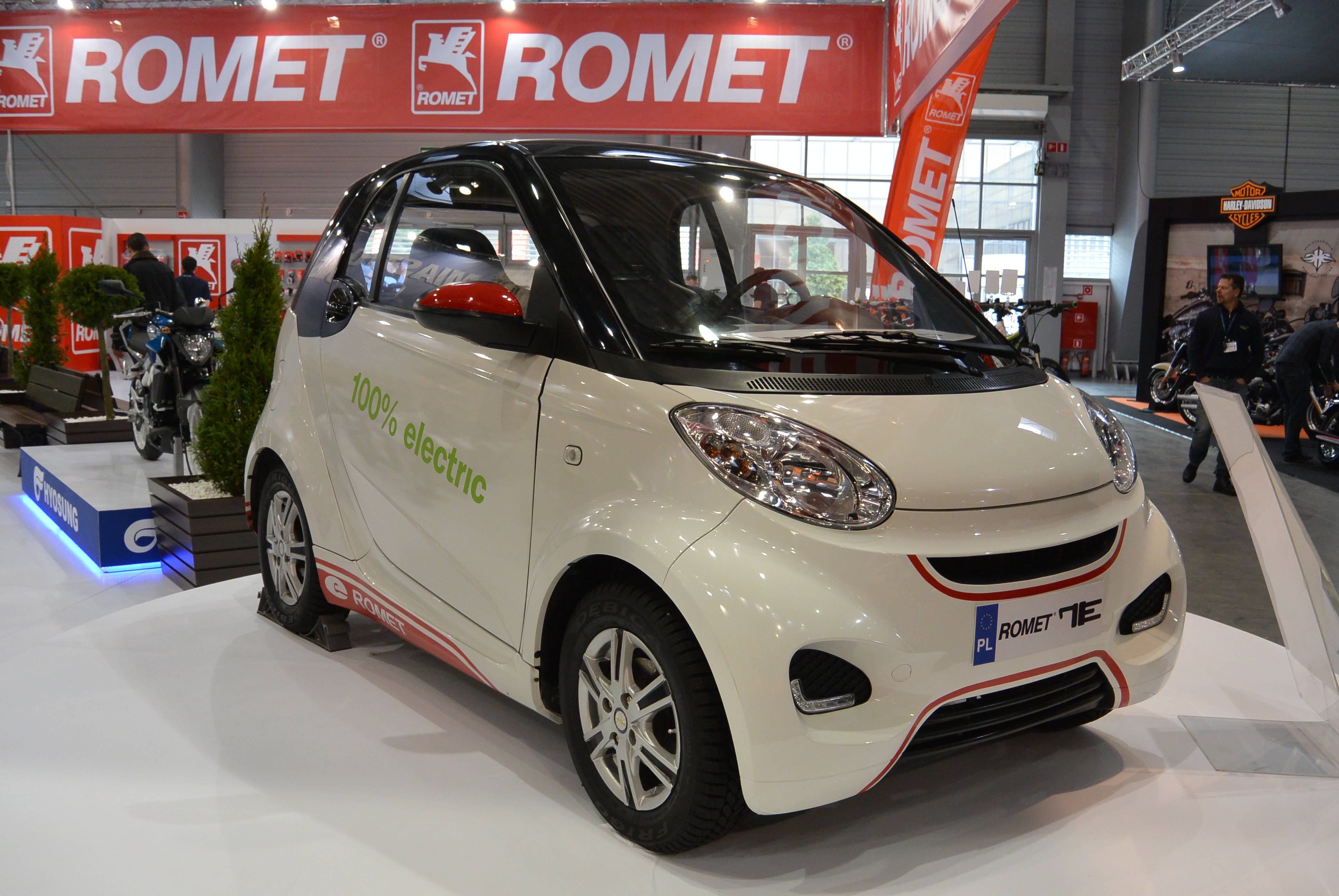
Romet 7E, Prototyp 2014
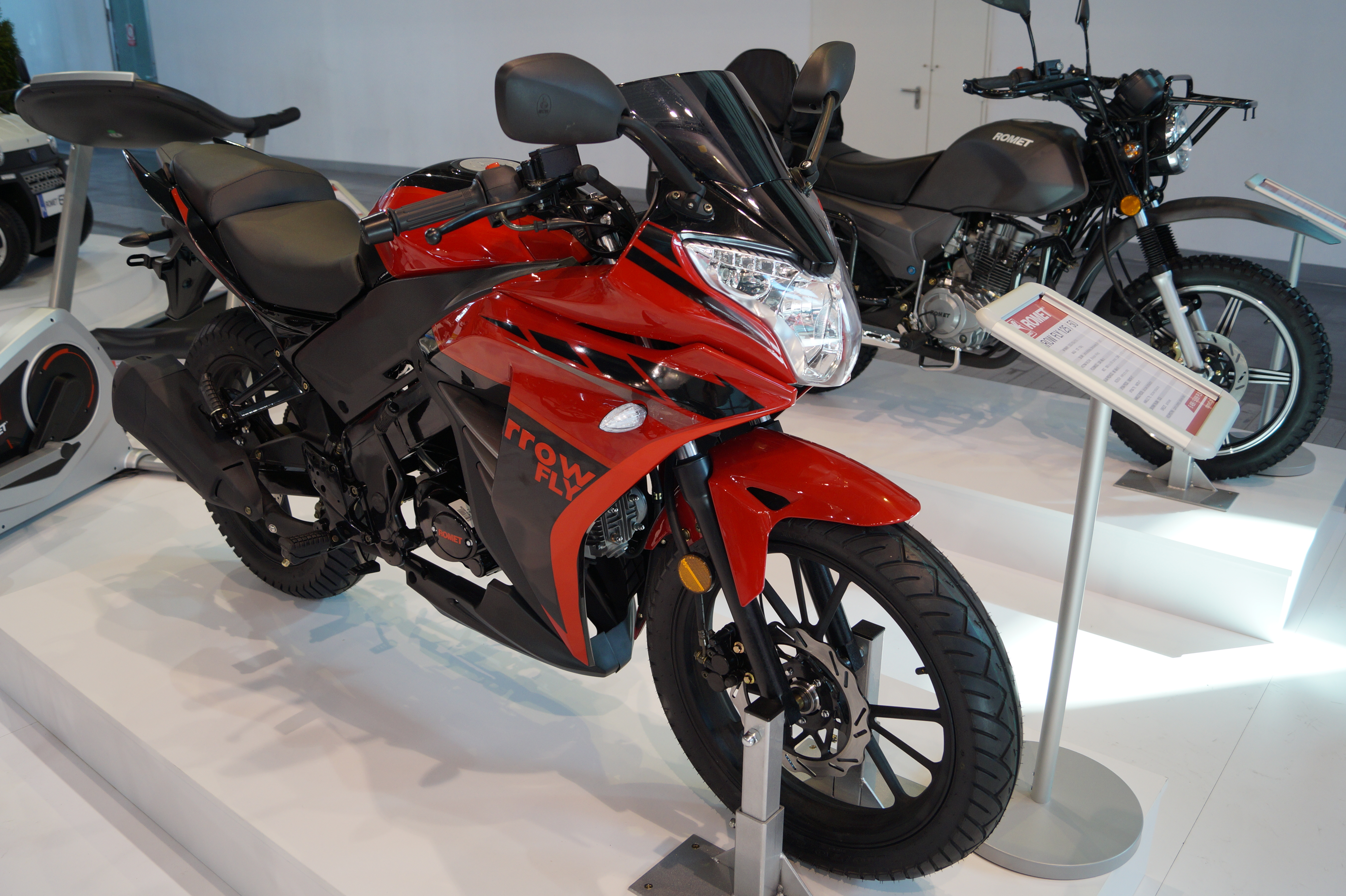
Motorräder von Romet, vorn Arrow Fly 125, hinten die ADV 125, 2015
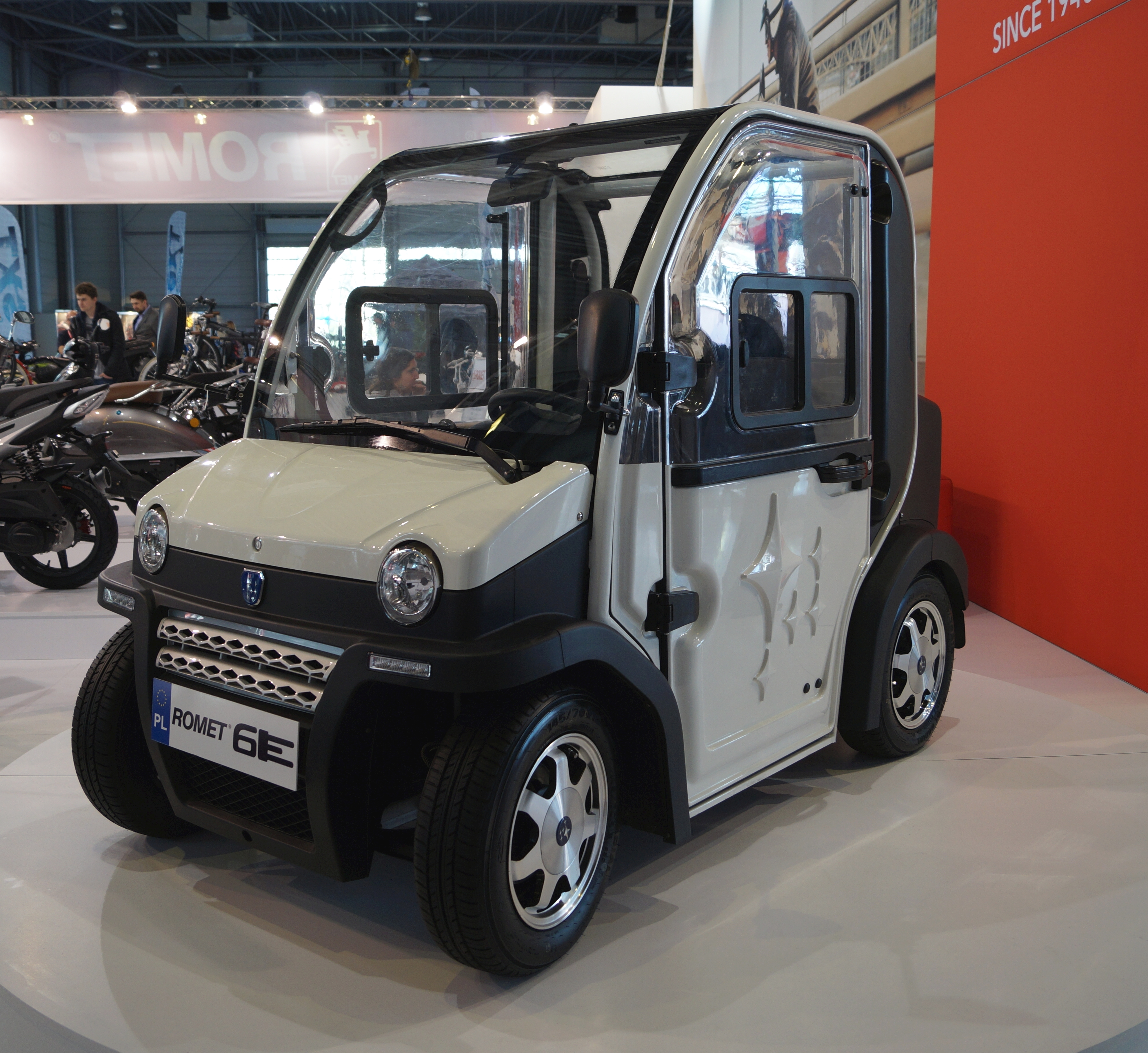
Romet 6E Leichtfahrzeug, 2015
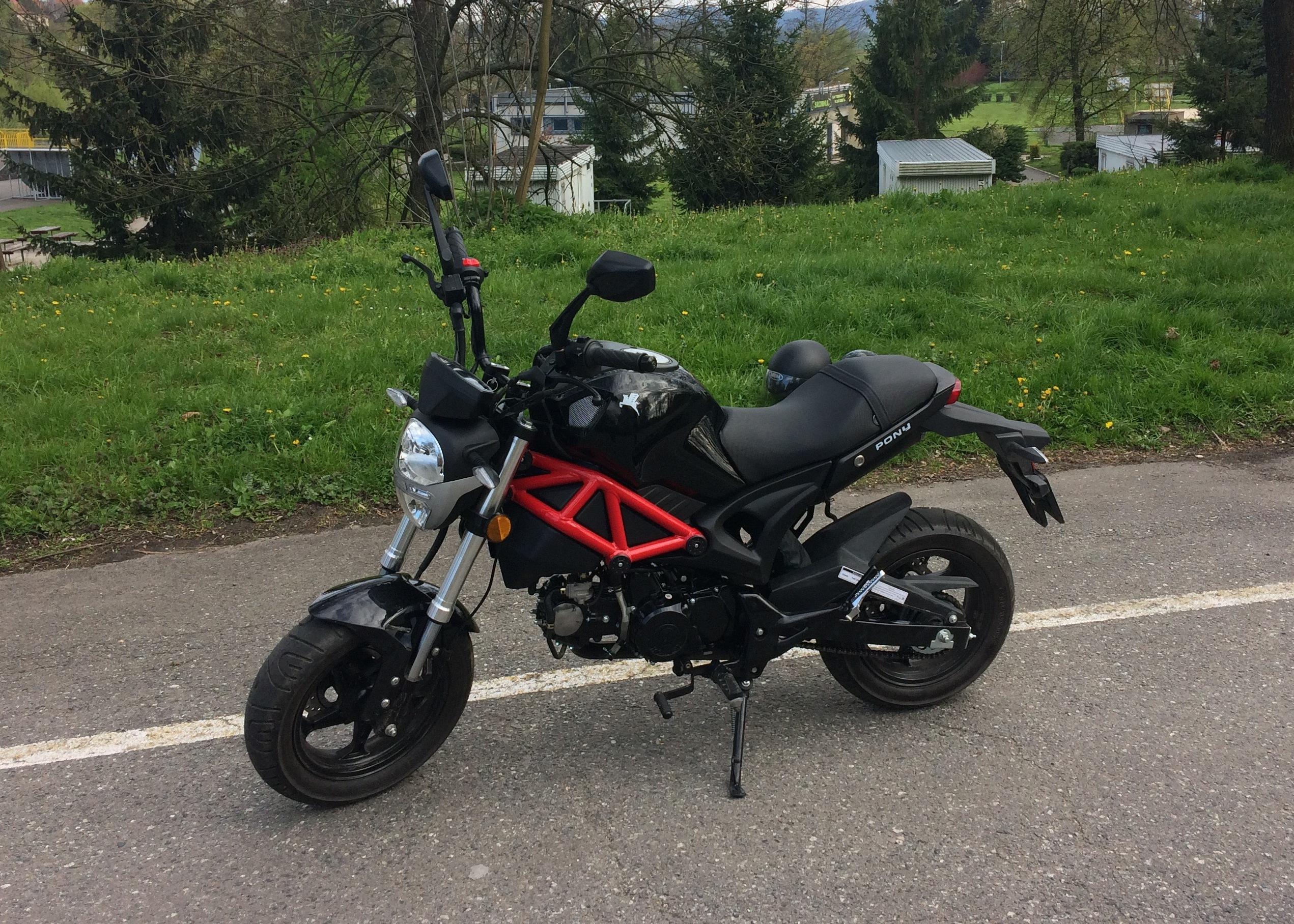
Romet Pony (2016) mit 49 cm³
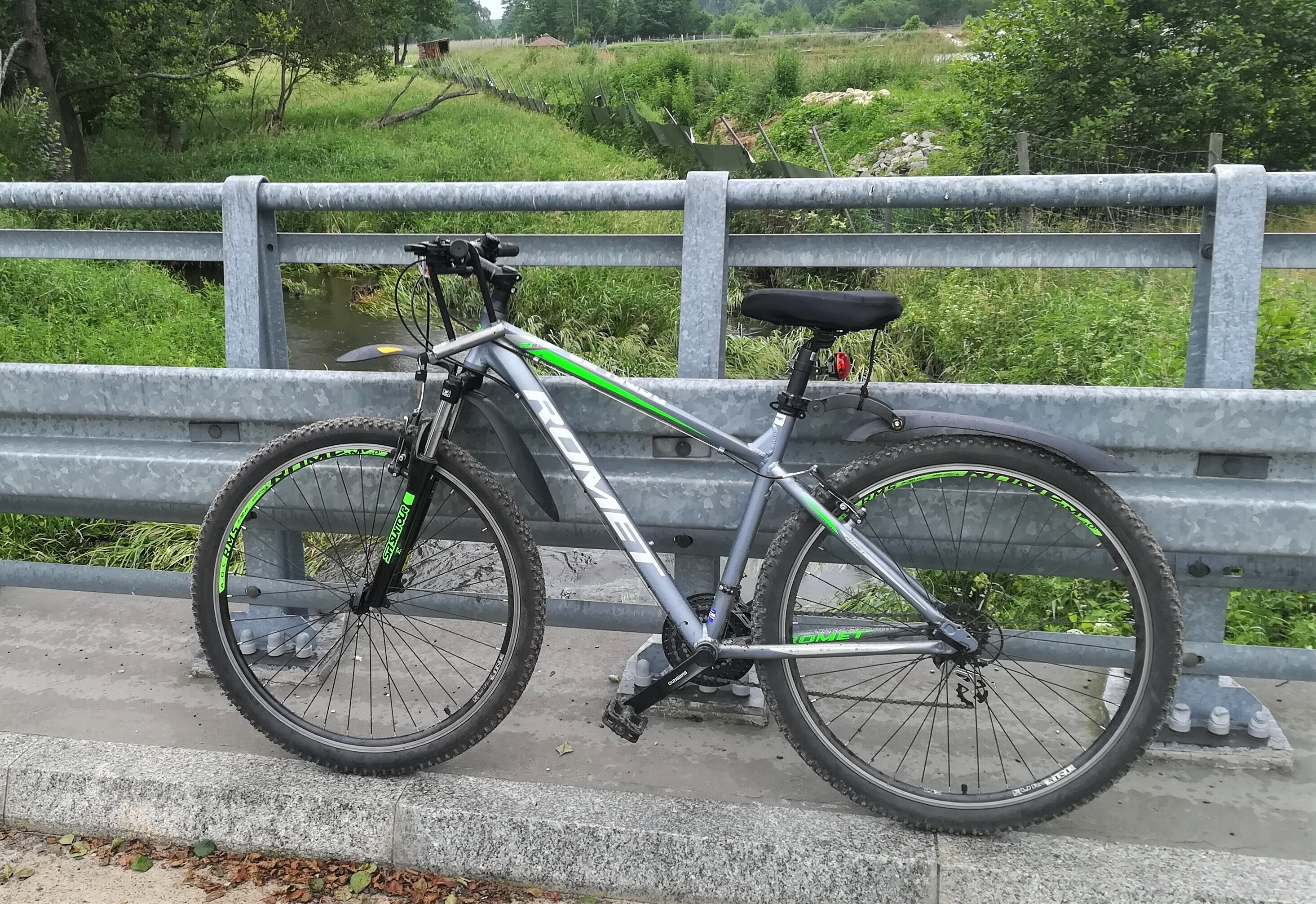
Modernes Romet-Mountainbike, 2020